# Anticarsia costalis
Anticarsia costalis är en fjärilsart som beskrevs av Walker 1858. Anticarsia costalis ingår i släktet Anticarsia och familjen nattflyn. Inga underarter finns listade i Catalogue of Life.